# Un american la Paris (film)
Un american la Paris  (titlu original: An American in Paris) este un film american muzical din 1951 regizat de Vincente Minnelli. Rolurile principale au fost interpretate de actorii Gene Kelly, Leslie Caron, Oscar Levant, Georges Guétary și Nina Foch. A câștigat Premiul Oscar pentru cel mai bun film.

## Distribuție
- Gene Kelly ca Jerry Mulligan
- Leslie Caron ca Lise Bouvier
- Oscar Levant ca Adam Cook
- Georges Guétary ca Henri "Hank" Baurel
- Nina Foch ca Milo Roberts

## Muzică și dans
1. "Embraceable You" - Lise
2. "Nice Work If You Can Get It" - Hank
3. "By Strauss" - Jerry, Hank, Adam
4. "I Got Rhythm" - Jerry
5. "Tra-la-la (This Time It's Really Love)" - Jerry, Adam
6. "Our Love Is Here to Stay" - Jerry, Lise
7. "I'll Build a Stairway to Paradise" - Hank
8. "Concerto in F for Piano and Orchestra" - Adam, The MGM Symphony Orchestra
9. " 'S Wonderful" - Jerry, Hank
10. "An American in Paris Ballet" - Jerry, Lise, Ensemble